# バンジャマン・アンドレ
バンジャマン・アンドレ（Benjamin André、1990年8月3日 - ）はフランスのサッカー選手。ポジションはMF。リール所属。

## 経歴
16歳でコルシカ島を本拠地にするACアジャクシオに入団。17歳でトップチームに登録された。中盤の要として計180試合以上に出場した。
2014年夏、スタッド・レンヌと契約した。2015年1月25日のSMカーン戦でレンヌに来て初得点を挙げる。レンヌではキャプテンも務めた。2018年9月30日のトゥールーズFC戦では後半11分にゴール手前で強烈なボレーを放つも、バティスト・レネがこれをキャッチしたこともあり、決勝点を挙げるのを逃した。
2019年7月17日、リールと2023年までの契約を結んだ。2020-21シーズン、リーグ最多のボールキャプチャーを記録するなどチームのリーグ制覇に貢献した。

## タイトル
LOSCリール
- リーグ・アン 2020-21